# Єгорівка (Одеський район)
Єго́рівка (до 1950 р. — Уварове, до 01.02.1945 р. — Ферстерівка, Форстерове, Фештерове) — село Дачненської сільської громади в Одеському районі Одеської області в Україні. Населення становить 983 особи.
Колишній адміністративний центр ліквідованої Єгорівської сільської ради. До 17 липня 2020 року село було підпорядковане Роздільнянському району.

## Історія

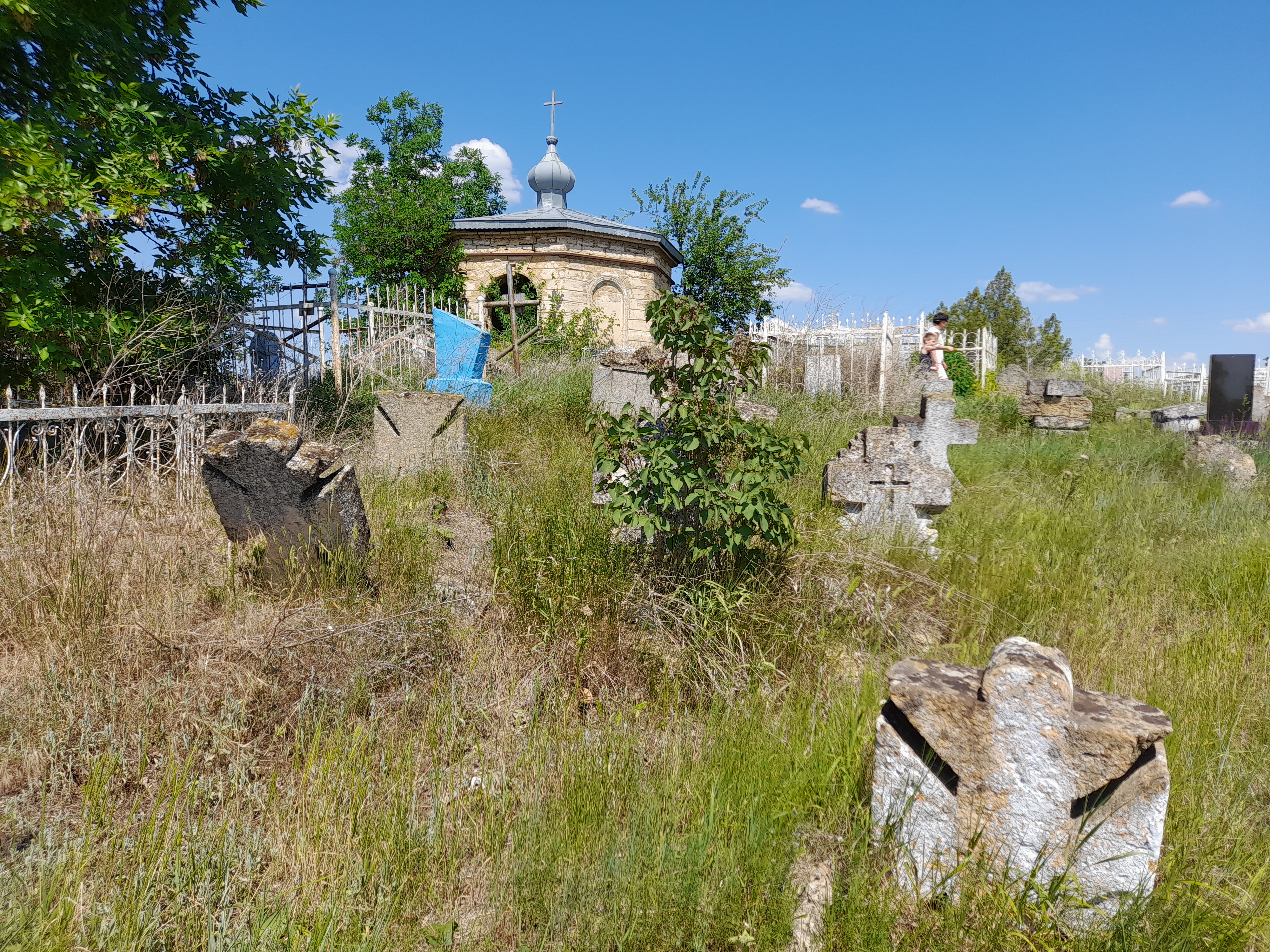
Старий цвинтар у центрі села

Населений пункт заснований у XIX ст. генерал-лейтенантом Ферстерем (Форстерем) та на честь нього отримало свою першу назву.
У 1831 році за власницьким поселенням (з 379 душами обох статей), при балці Великій Свиній, по Катаржійському тракту, Єгорівкою або Форстеровим був затверджений статус містечка.
В 1856 році у поселені Єгорівка (Ферстерова) майора Драгутіна було 56 дворів.
У 1859 році у власницькому містечку Єгорівка (Ферстерова) 1-го стану (станова квартира — містечко Василівка) Одеського повіту Херсонської губернії, було 40 дворів, у яких мешкало 189 чоловіків і 190 жінок. В населеному пункті була православна церква, каплиця та проводились базари.
В 1887 році в містечку Єгорівка (Ферстерове) Більчанської волості Одеського повіту Херсонської губернії мешкало 225 чоловіків та 229 жінок.
На 1896 рік в селі Єгорівка (Ферстерово, Ферстеровка, Фестеровка) Більчанської волості Одеського повіту Херсонської губернії при балці Свиній, було 86 дворів, у яких мешкало 484 людини (241 чоловік і 243 жінки). В населеному пункті була православна церква, єврейський молитовний дім, школа на 22 учня (15 хлопців та 7 дівчат), поштове відділення, урядник, фельдшер, метеорологічна станція, 7 лавок, корчма, базар тривав 50 днів.
У 1909 році населений пункт увійшов до новоствореного Єгоро-Одрадовського сільськогосподарського товариства. Воно об'єднувало селища Єгорівку, Одрадівку, Фоминку та Христианівку (зараз частинка села Хоминка). Виконавчим органом була — Рада, головою якої був Тихановський Софрон Матвійович, а секретарем — Цвенис Антон Ілліч (вчитель). На 1912 рік кількість членів товариства складала 16 осіб. Вступний членський внесок сягав 2 рубля, а щорічний — 1.
На 1913-1914 рік в населеному пункті працювала земська лікарня, у якій лікарем-медиком був Самуїл Миколайович Равницький. Також в селі була аптека поміщика Франка. В Єгорівці діяла поштово-телеграфна установа, поштовим окружним начальником був колезький реєстратор — Анатолій Григорович Богданович.
У 1916 році в селі Фестерове Куртівської волості Одеського повіту Херсонської губернії, мешкало 693 людини (290 чоловік і 403 жінки).
18 червня 1920 року заможні селяни Фештерова, а також Єреміївки та Карпова підняли повстання проти радянської влади, але його швидко придушили великим загоном повітової міліції. У наслідку, було вбито кількох повстанців та одного міліціонера. Ці події викликали масовий терор проти населення, який здійснювали 26-та й 31-ша окремі бригади ЧК та кінні частини Котовського.
Під час Голодомору 1932—1933 років в селі загинуло 460 осіб, а за чотири роки німецько-радянської війни було вбито й пропало безвісти 164 односельчанина.
Станом на 1 вересня 1946 року село було центром Уварівської сільської Ради, яка була у складі Біляївського району.
На 1 травня 1967 року у Єгорівці знаходився господарський центр колгоспу імені Калініна.
12 вересня 1967 року до складу Єгорівки увійшло колишнє село Оленівка.
28 липня 1970 р. приєднане колишнє село Вікторівка, до якого 17 жовтня 1964 року було приєднано с. Михайлівка.

Улітку 2017 року на південних околицях села в кам'яних кар'єрах відбувались фільмування фільму «Позивний Бандерас».

## Населення
Згідно з переписом УРСР 1989 року чисельність наявного населення села становила 881 особа, з яких 386 чоловіків та 495 жінок.
За переписом населення України 2001 року в селі мешкала 881 особа.

### Мова
Розподіл населення за рідною мовою за даними перепису 2001 року:
| Мова       | Відсоток |
| ---------- | -------- |
| українська | 87,64 %  |
| російська  | 10,00 %  |
| молдовська | 1,12 %   |
| білоруська | 0,67 %   |
| болгарська | 0,45 %   |
| румунська  | 0,11 %   |

## Пам'ятки
- Свято-Георгіївська церква, збудована у 1825 році генерал-лейтенантом Ферстером, на честь якого першопочатково іменувалось село[25].
- Поблизу села створено ботанічний заказник місцевого значення «Костянська балка».

## Відомі люди
- Ферстер Єгор Християнович (1756—1826) — російський командир епохи наполеонівських війн, генерал-лейтенант Російської імператорської армії.
- В. Я. Самойлов (1924—1999)  — Народний артист СРСР[26].

## Галерея
|                      |
| Сільська амбулаторія |

|                            |
| Фасад Георгієвської церкви |

|                                  |
| Каплиця на центральному цвинтарі |

|                                                                           |
| Старий козацький цвинтар на околиці села (у напрямку до с. Світлогірське) |

|                                           |
| Мальтійські хрести на козацькому цвинтарі |

|                       |
| Краєвиди околиць села |